# 大马士革大学
大马士革大学（阿拉伯语：‎，羅馬化：Jāmi‘ah Dimashq）是叙利亚历史最悠久、规模最大的一所综合性大学。主校区位于首都大马士革，在叙利亚其他城市也有分校区。1923年由医学院（1903年建立）和法学院（1913年建立）合并成立。1958年更名为叙利亚大学（Syrian University），不过在阿勒颇大学建立后校名又改了回去。目前叙利亚还有其他六所公立大学和超过十所私立学院。
学校由几所学院、高等研究所、中等研究院和一所护理学院组成。教师主要使用阿拉伯语教学，该校培训外国学生阿拉伯语的专业规模是阿拉伯世界中最大的。

## 著名校友
- 阿卜杜·巴塞特·希达 - 库尔德人学者和政治人物；2012年6月10日，他接替伯翰·加利昂被选为叙利亚全国委员会主席
- Bushra al-Assad - 前任总统巴沙尔·阿萨德的姐姐
- Giles Clarke - 英格兰与威尔士板球协会主席
- Colette Khoury - 叙利亚小说家
- Assef Shawqat - 叙军队副参谋长，国防部副部长
- Riad Ismat - 叙外交官、作家和戏剧导演
- Najeeb Alshak- Kaiser Permanente洛杉矶医疗中心病理学与医学实验室主任
- Salem Daboul - 作家与记者